# Luis Cernuda

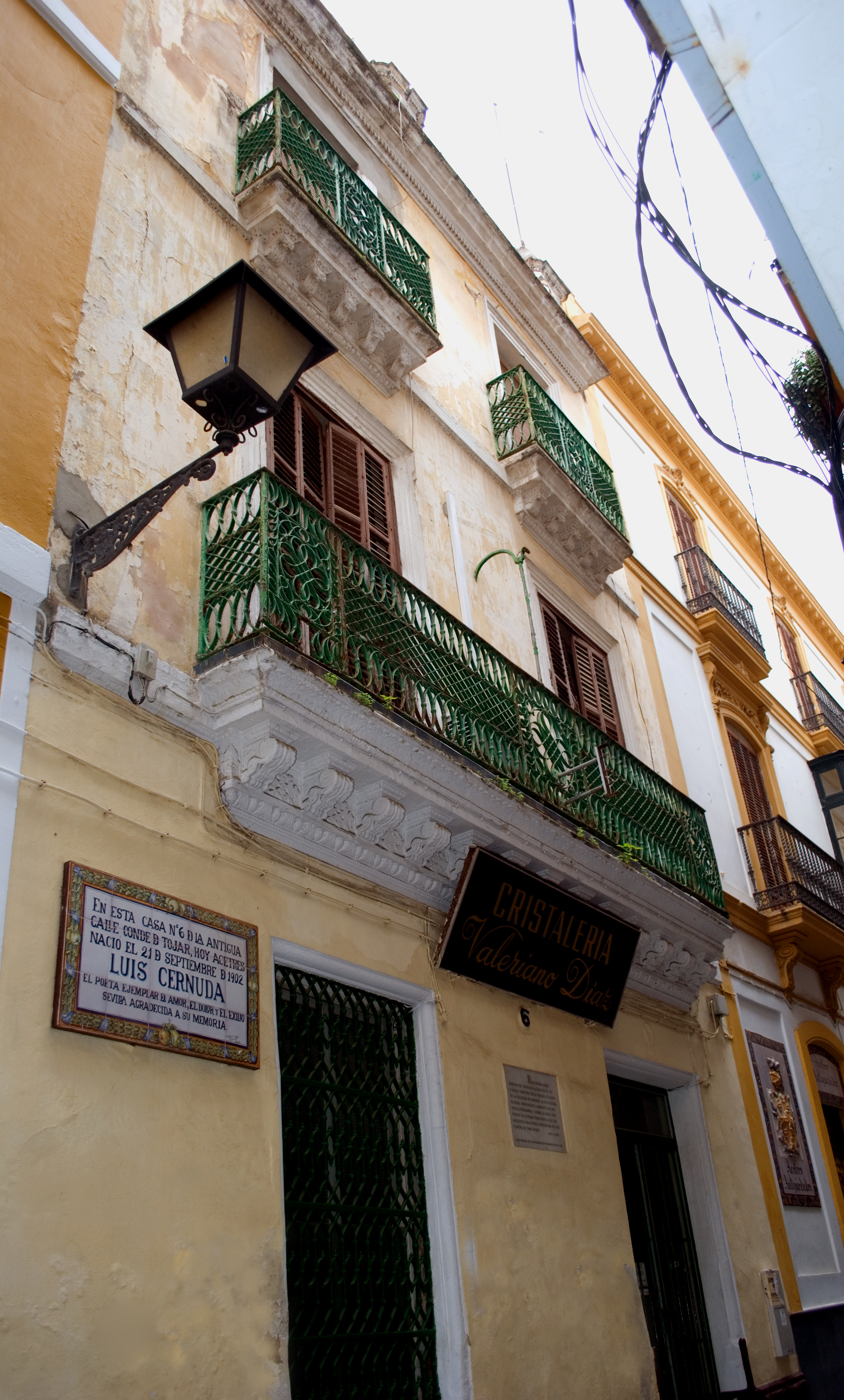
Dom rodzinny Luisa Cernudy

Luis Cernuda Bidón (ur. 21 września 1902 w Sewilli, zm. 5 listopada 1963 w Meksyku) – hiszpański poeta i krytyk literacki, przedstawiciel Pokolenia 27. Był zwolennikiem hiszpańskiej Republiki i po jej upadku udał się na emigrację do Wielkiej Brytanii. Od 1947 do 1952 nauczał w Mount Holyoke College w Stanach Zjednoczonych. W 1952 osiedlił się w Meksyku. Tam też zmarł. Wydał między innymi zbiorki Perfil del aire (1927), Un río, un amor (1929) i Donde habite el olvido (1934). Jego wiersze zostały zebrane pośmiertnie w tomie La realidad y el deseo w 1964. 